# Ацетати
Ацета́ти — солі та естери оцтової кислоти CH3COOH.
Загальне позначення ацетатів-естерів CH3COOR, де R — органічний радикал, та n — кількість карбоксильних груп, а ацетатів-солей — (CH3COO)nMe, де Me — металічний елемент, або катіон амонію. Також можуть позначатися AcOR та (AcO)nMe, де Ac — ацетильна група, відповідно.

## Отримання
Утворюються при взаємодії оцтової кислоти та лугів:
{\displaystyle {\ce {CH_3COOH + NaOH -> CH_3COONa + H_2O}}}
{\displaystyle {\ce {CH_3COOH + Ca(OH)2 -> Ca(CH_3COO)_2 + H_2O}}}
Також утворюється під час обміну між іншим ацетатом і сіллю:
{\displaystyle {\ce {Pb(CH_3COO)_2 + 2KI -> PbI_2 + 2CH_3COOK}}}
Естери отримують під час взаємодії між оцтовою кислотою та спиртами:
{\displaystyle {\ce {CH_3COOH + CH_3OH -> CH_3COOCH_3 + H_2O}}}
{\displaystyle {\ce {CH_3COOH + C_2H_5OH -> CH_3COOC_2H_5 + H_2O}}}
У спрощеному, за допомогою скорочень позначенні, реакції набувають вигляду:
{\displaystyle {\ce {AcOH + MeOH -> AcOMe + H_2O}}}
{\displaystyle {\ce {AcOH + EtOH -> AcOEt + H_2O}}}
де Ac — ацетильна група, Et — етильна група C2H5, Me — метильна група CH3.

## Фізичні властивості
Неорганічні ацетати є кристалічними речовинами, здебільшого добре розчинними у воді. Ацетати мінерального походження слабко вивчені.

## Хімічні властивості
Ацетати здатні взаємодіяти з іншими солями, утворюючи нові:
{\displaystyle {\ce {Fe(CH_3COO)_2 + MgCl_2 -> Mg(CH_3COO)_2 + FeCl_2}}}
Також вони взаємодіють з сильнішими кислотами. При цьому відбувається реакція обміну, в результаті чого отримують сіль сильнішої кислоти та оцтову кислоту:
{\displaystyle {\ce {H_2SO_4 + 2CH_3COONa -> 2CH_3COOH + Na_2SO_4}}}

## Застосування
Ацетати заліза, алюмінію, хрому вживаються при протравному фарбуванні тканин. Ацетат свинцю(II) (свинцевий цукор) — отруйна речовина, ацетат міді — зелена фарба.